# Ross University School of Veterinary Medicine
Ross University School of Veterinary Medicine (RUSVM) ist eine veterinärmedizinische Lehrstätte im Inselstaat St. Kitts und Nevis. Sie wurde 1982 gegründet und bietet eine Ausbildung bis zum Doctor of Veterinary Medicine. 2014 begann die RUSVM auch einen Studiengang zum Master of Science und zum PhD in Public Health, Global Animal Health, Conservation Medicine und anderen Forschungsgebieten der Schule. Die Schule liegt in St. Kitts, die Verwaltung befindet sich in Downers Grove, Illinois, Vereinigte Staaten. RUSVM ist beim Council on Education der American Veterinary Medical Association akkreditiert.
Die Studenten kommen aus aller Welt, wobei die meisten Bürger der Vereinigten Staaten sind, da sie die Möglichkeit haben, sich um finanzielle Unterstützung nach Title IV des Higher Education Act of 1965 zu bewerben. Bis 2019 graduierten mehr als 5.500 Tierärzte an der RUSVM. Die Unterrichtstrimester beginnen im September, Januar und Mai und in jedem Trimester ist ein Studienbeginn möglich.

## Geschichte
Die RUSVM wurde 1982 vom Unternehmer Robert Ross gegründet, der 1978 ebenfalls die Ross University School of Medicine gegründet hatte. Ross kam auf die Idee, weil der Sohn eines Freundes keine Aufnahme an einer medizinischen Schule in den USA erhalten konnte. Daraufhin gründete er die Ross University, um ihm und anderen die Möglichkeit zu geben, Doktoren zu werden.
2003 wurde RUSVM von der DeVry Education Group (heute Adtalem Global Education) aufgekauft.
2014 gründete RUSVM vier Forschungszentren.

## Akkreditierung
2011 wurde RUSVM vom Council on Education der American Veterinary Medical Association (AVMA-COE) akkreditiert.
Außerdem ist RUSVM vom St. Christopher & Nevis Accreditation Board Ministry of Education akkreditiert für den DVM (Doctor of Veterinary Medicine) und das Ross University Veterinary Teaching Hospital ist als Lehranstalt von der American Animal Hospital Association akkreditiert.
Im Juli 2014 erhielt RUSVM eine Akkreditierung für das Postgraduate Studies Program vom St. Christopher & Nevis Accreditation Board.

## Fakultät
Fakultät und Mitarbeiter der RUSVM haben bereits mehrere Preise für Forschung und Lehre erworben:
Im Februar 2013 hat die Association of American Veterinary Colleges (AAVMC) Mary Anna Thrall mit dem Distinguished Teacher Award ausgezeichnet. Viele Mitglieder des Lehrkörpers sind Spitzenforscher in ihren jeweiligen Fächern.

## Lehre
Das Curriculum der Hochschule folgt den Modellen, die an anderen Veterinary Schools in den Vereinigten Staaten vorgegeben sind. Sieben Semester werden in St. Kitts angeboten, danach folgt ein Jahr Clinical Education in einer der mehr als zwanzig AVMA-Veterinary Schools in den Staaten oder am AVMA-Atlantic Veterinary College in Kanada. Das vorklinische Programm umfasst eine Reihe von Kursen „introduction to clinics“ in denen in Kleingruppen Erfahrung gesammelt werden können. Dabei werden die Studenten an den universitätseigenen Herden von Rindern, Pferden, Affen und Schafen ausgebildet.

## Forschung
Die Schule hat vier Research Centers (Forschungszentren) eingerichtet, von denen jedes dem One-Health-Konzept für Entwicklungsländer und tropische Länder verpflichtet ist:
- The One Health Center for Zoonoses and Tropical Veterinary Medicine (Zentrum für ganzheitliche Betrachtung von Zoonosen und Tropischer Tiermedizin)
- The Center for Integrative Mammalian Research (Zentrum für integrative Säugetierforschung)
- The Center for Conservation Medicine and Ecosystem Health (Zentrum für Conservation Medicine und Ökosystem-Gesundheit)
- The Center for Research and Innovation in Veterinary and Medical Education (Zentrum für Forschung und Innovation in Tiermedizin und -Ausbildung)

Die Mitarbeiter sind in Forschungsprojekten engagiert, die einen finanziellen Umfang von 21 Mio. Dollar haben. 2014 wurden fast 100 wissenschaftliche Veröffentlichungen erstellt. Ca. 400 Studenten nehmen jedes Jahr an Forschungsprojekten teil und es gibt einen speziellen Kurs zu den Prinzipien der Tiermedizinforschung.

## Internationalisierung
Im Februar 2012 ging RUSVM eine Partnerschaft mit dem Moredun Research Institute ein, um gemeinsam bessere Forschungsmöglichkeiten zu schaffen und weitere Trainingsmöglichkeiten für die Studenten zu ermöglichen.
RUSVM rekrutiert auch Studenten in Singapur mittels internationaler Forschungsstipendien. Im Oktober 2014 unterzeichnete RUSVM einen Kooperationsvertrag mit Ngee Ann Polytechnic in Singapur.